# Taёžnaja povest'
Taёžnaja povest' (Таёжная повесть) è un film del 1979 diretto da Vladimir Aleksandrovič Fetin.

## Trama
Il film racconta del cacciatore di taiga Akim, che incontra una ragazza morente e decide di salvarla. Dopo aver ripreso conoscenza, si innamora di Akim, ma sono troppo diversi.